# Nemesia cecconii
Nemesia cecconii is een spinnensoort in de taxonomische indeling van de bruine klapdeurspinnen (Nemesiidae).
Nemesia cecconii werd in 1907 beschreven door Kulczyński.